# Rassakow

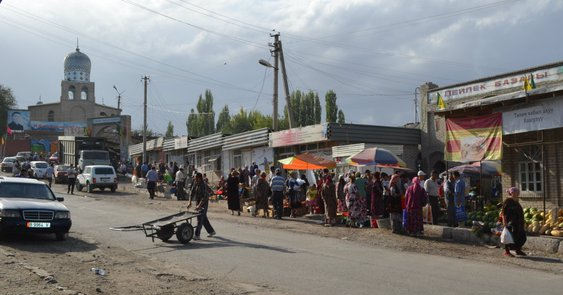
Markt in Isfana

Rassakow (kirgisisch Раззаков, usbekisch Razzaqov / Раззоқов, das „ss“ wird stimmhaft ausgesprochen, bis 2022: Isfana (kirgisisch Исфана)) ist eine rajonfreie Stadt im Oblus Batken im äußersten Südwesten von Kirgisistan mit 34.232 Einwohnern (Stand 2022).
Rassakow liegt im südlichen Teil des Ferganabeckens, im Tal des Usun-Saij-Flusses. Der Ort ist umgeben von den kleineren Vorbergen der Südflanke der Turkestankette, die die Übergangszone zum Becken darstellt. Die Stadt wurde 2022 zu Ehren von Ischak Rassakow umbenannt.
Die Einwohnerzahl betrug 2009 18.244. Bis 2022 wuchs die Bevölkerung auf 34.232.
Sechs Dörfer werden von Rassakow aus verwaltet und gehören keinem Rajon an: Ak-Bulak, Tschimgen, Golbo, Myrsa-Patscha, Samat und Tajlan.

## Geschichte
Isfana hat eine lange Geschichte. Im 12. Jahrhundert beherbergte der Ort eine Festung, deren letzte Mauerreste erst in den 1970er Jahren weggerissen wurden. 1221 wurde der Ort von den Mongolen belagert und eingenommen. Von 1790 bis 1876 gehörte das heutige Rassakow zum Khanat Kokand, danach wurde das Khanat in das russische Kaiserreich eingegliedert. Als Anfang der 1920er Jahre die Grenzen der Sozialistischen Sowjetrepubliken in Zentralasien gezogen wurden, fiel die usbekische Siedlung Isfana an die Kirgisische Sozialistische Sowjetrepublik. Der Hauptteil Kirgisistans liegt nordöstlich des fruchtbaren Ferganabeckens, aber auch der südliche Teil wurde Kirgisistan zugewiesen, mit Isfana in der äußersten Spitze im Westen dieses schmalen Streifens. Der Ort ist von drei Seiten von Tadschikistan umgeben, das vor allem südlich des Ferganabeckens liegt, aber auch nördliche und westliche Teile dieses Beckens zugeteilt bekam. Dies führte zu langfristigen Konflikten. Nach Ansicht einiger Quellen geschah dies, um die Kontrolle der Zentralregierung in Moskau zu stärken. Gleiches passierte auch mit dem sich mehrheitlich westlich des Tals gelegenen Usbekistan, das den östlichen Teil der fruchtbaren Ferghana-Ebene zugewiesen bekam.
1937 wurde Isfana administrativ eine sowjetische Landratsgemeinde (selsowet). Im Jahre 2001 bekam Isfana per Dekret des kirgisischen Präsidenten Askar Akajew Stadtrecht verliehen. Die Stadt ist Verwaltungssitz des Rajons Leilek.

### Etymologie
Es ist möglich, dass der Name „Isfana“ seinen Ursprung im historischen Sogdien hat. asbanikat, asbanikent or aspanakent, was auf sogdisch „Land der Pferde“ bedeutet, waren frühere Namen des Ortes. Der Historiker Numon Negmatov meint, dass Isfana bis zum 9. Jahrhundert den Namen Asbanikat trug, der sich ab dem 10. bis zum 12. Jahrhundert Aspanikent, und die weiteren Jahrhunderte allmählich immer weiter über Asbani, Aspana, Asvona, Isvona bis hin zum modernen Isfana veränderte.
Am 18. März 2022 wurde Isfana durch den kirgisischen Präsidenten Sadyr Dschaparow zu Ehren von Ischak Rassakow, dem ehemaligen Ersten Sekretär der Kommunistischen Partei der Kirgisischen SSR, umbenannt. Dies wurde zuvor von kirgisischen Nationalisten gefordert, da „Isfana“ angeblich kein kirgisisches Wort ist, außerdem wegen des kirgisisch-tadschikischen Grenzkonflikts in unmittelbarer Nähe, Produkt der schlechten Grenzziehung der 1920er Jahre zu Beginn der Sowjetunion. Die betroffene Bevölkerung war im Entscheidungsprozess der Namensgebung von 2022 ausgeschlossen. Ebenso ist eine besondere Beziehung des neuen Namensgebers mit der Stadt nicht bekannt.

## Infrastruktur

### Verkehr
In der Nähe Rassakows liegt der Flughafen Rassakow. Er besitzt weder internationale Grenzkontrollen noch ein Instrumentenlandesystem. Das einzige angeflogene Flugziel ist der Flughafen Manas.

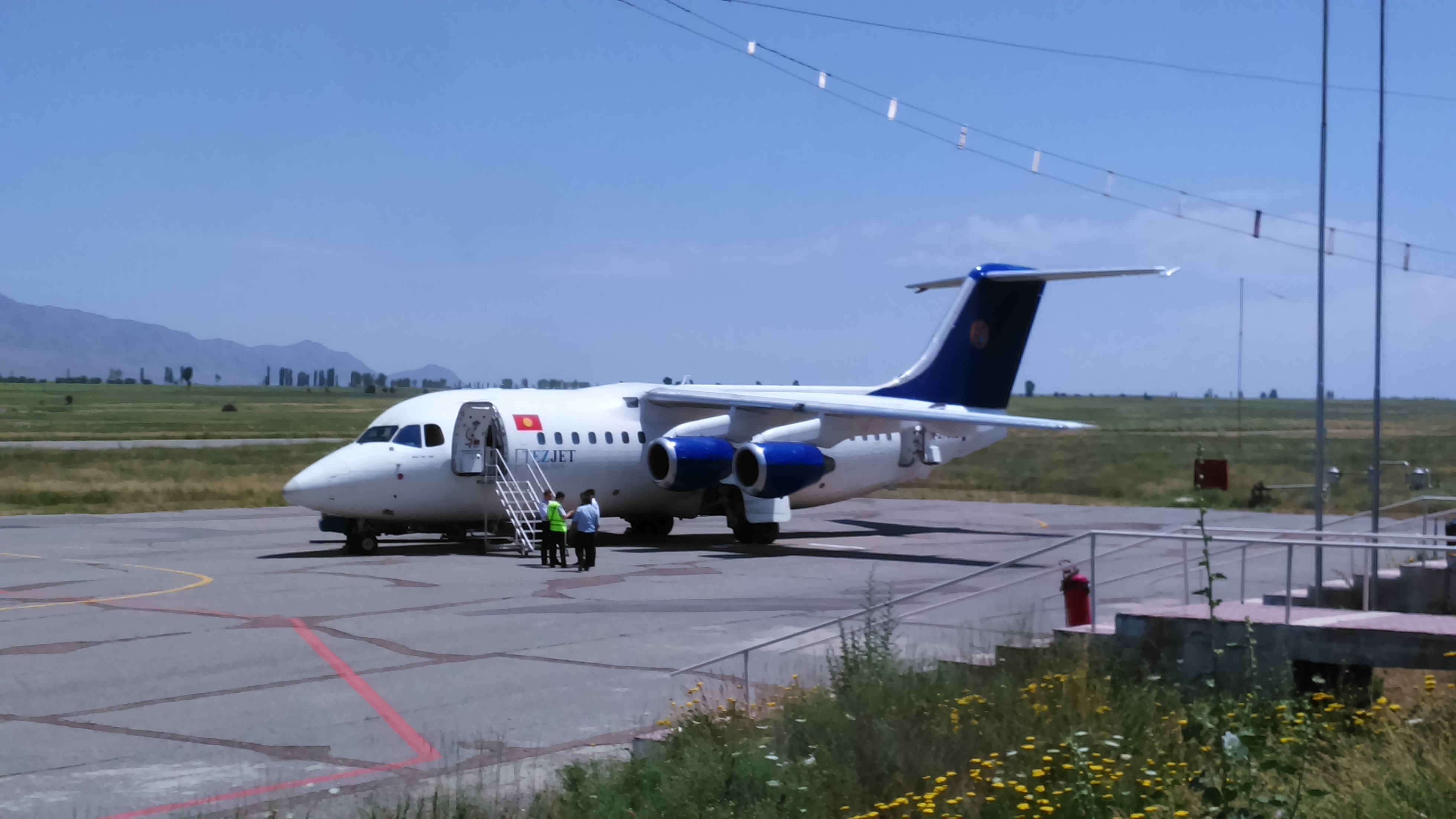
Eine BAe 146 der TezJet am Flughafen

### Wasser
Die Europäische Bank für Wiederaufbau und Entwicklung hat ein Staatsdarlehen an die Kirgisische Republik verliehen, das dann an die Stadt Rassakow zugunsten der städtischen Wasserversorgungsgesellschaft weitergegeben wird.  Das Darlehen wird von der Europäischen Union kofinanziert und befindet sich derzeit in Auszahlung.